# Drewnowiec popękany
Drewnowiec popękany (Xylobolus frustulatus (Pers.) P. Karst.) – gatunek grzybów z rodziny skórnikowatych (Stereaceae), typowy dla rodzaju drewnowiec (Xylobolus).

## Systematyka i nazewnictwo
Pozycja w klasyfikacji według Index Fungorum: Stereaceae, Russulales, Incertae sedis, Agaricomycetes, Agaricomycotina, Basidiomycota, Fungi.
Zgodnie z kodeksem ICN przyjmuje się, że gatunek ten został po raz pierwszy poprawnie zdiagnozowany (jako Thelephora frustulata) przez Christiaana Persoona w „Synopsis methodica fungorum” z 1801 r., choć opisywał go wcześniej także Olof Swartz.
Pracą zatwierdzającą dla tego taksonu jest pierwszy tom „Systema mycologicum” Eliasa Friesa z 1821, gdzie zaklasyfikowano go do ówczesnego plemienia Resupinatus w rodzaju Thelephora.
W tym samym roku François Mérat zaliczył go do rodzaju Auricularia, a rok później, w 1822, Persoon opisał gatunek Thelephora sinuans, obecnie synonimizowany z Xylobolus frustulatus.
W „Epicrisis systematis mycologici” Friesa (z 1838) znalazł się w rodzaju Stereum.
W 1881 Petter Karsten przeniósł go do rodzaju Xylobolus (pod wariantem ortograficznym X. frustulosus), a w 1882 do rodzaju Xerocarpus, jednak za prawidłowe uważa się klasyfikowanie go do pierwszego z nich.
Jacques Boidin w 1958 r. także zaliczył go do rodzaju Xylobolus, stąd można spotkać się z kombinacją X. frustulatus (Pers.) Boidin.
Polską nazwę nadali mu Barbara Gumińska i Władysław Wojewoda w 1983 r., wcześniej miał nazwę skórnik popękany.
Synonimami Xylobolus frustulatus są:

- Auricularia frustulata (Pers.) Mérat 1821
- Stereum frustulatum (Pers.) Fr. 1838
- Thelephora frustulata Pers. 1801
- Thelephora sinuans Pers. 1822
- Xerocarpus frustulatus (Pers.) P. Karst. 1882[8].

## Charakterystyka
Gatunek ten jest saprotrofem występującym prawie wyłącznie w znacznie rozłożonym drewnie dębów (Quercus) i powodującym białą zgniliznę. Owocnikuje na jego powierzchni w postaci gładkiej lub drobno punktowanej, spękanej, szaro-brązowawej powłoki. Miąższ twardy, brązowawy. Zarodniki elipsoidalne (3,5–7 × 2,5–3,5 µm), gładkie, amyloidalne.

## Występowanie
Notowany w Ameryce Północnej, Australii, Azji i północnej Europie. W Polsce obserwowany niemal wyłącznie we wschodniej i centralnej części, szczególnie wiele stanowisk odkryto w Białowieskim Parku Narodowym. Wyjątkiem jest zachodniopomorski rezerwat przyrody Sośnica, gdzie odnaleziono go na początku XXI wieku.